# The Order (televisieserie)
The Order is een Canadees/Amerikaanse televisieserie die op 7 maart 2019 in première ging op Netflix, met in de hoofdrollen Jake Manley, Sarah Grey, Matt Frewer, Katharine Isabelle en Max Martini. Op 18 juni 2020 ging het tweede seizoen van start. Er kwam geen derde seizoen.

## Verhaal
Universiteitsstudent Jack Morton wordt lid van de Hermetic Order of the Blue Rose, een geheim genootschap dat magie onderwijst en beoefent. Terwijl Jack dieper in de geschiedenis van de organisatie duikt, ontdekt hij duistere familiegeheimen en een ondergrondse strijd tussen weerwolven en de magische duistere kunsten.

## Rolverdeling

### Hoofdrollen
| Acteur         | Personage                      |
| -------------- | ------------------------------ |
| Jake Manley    | Jack Morton                    |
| Sarah Grey     | Alyssa Drake                   |
| Louriza Tronco | Gabrielle Dupres (seizoen 2)   |
| Matt Frewer    | Pete "Pops" Morton (seizoen 1) |
| Max Martini    | Edward Coventry (seizoen 1)    |

### Bijrollen
| Acteur             | Personage                    |
| ------------------ | ---------------------------- |
| Louriza Tronco     | Gabrielle Dupres (seizoen 1) |
| Sam Trammell       | Eric Clarke                  |
| Adam DiMarco       | Randall Carpio               |
| Katharine Isabelle | Vera Stone                   |
| Aaron Hale         | Brandon                      |
| Devery Jacobs      | Lilith Bathory               |
| Thomas Elms        | Hamish Duke                  |
| Jedidiah Goodacre  | Kyle                         |

### Gastrollen
| Acteur           | Personage             |
| ---------------- | --------------------- |
| Sasha Roiz       | Rogwan                |
| Dylan Playfair   | Clayton "Clay" Turner |
| Hiro Kanagawa    | inspecteur Hayashi    |
| Ty Wood          | Gregory Crain         |
| Ajay Friese      | Amir                  |
| Matt Visser      | Weston Miller         |
| Drew Tanner      | Todd Shutner          |
| Favour Onwuka    | Drea Antonucci        |
| Andres Collantes | Diego Nunez           |
| Jewel Staite     | Renee Marand          |
| Ian Tracey       | Jurgen Sawyer         |
| Jodelle Ferland  | Zecchia               |
| Ian Ziering      | zichzelf              |
| Jason Priestley  | zichzelf              |

## Afleveringen

### Seizoen 1
1. Hell Week, Part 1
2. Hell Week, Part 2
3. Introduction To Ethics, Part 1
4. Introduction To Ethics, Part 2
5. Homecoming, Part 1
6. Homecoming, Part 2
7. Undeclared, Part 1
8. Undeclared, Part 2
9. Finals, Part 1
10. Finals, Part 2

### Seizoen 2
1. Free Radicals, Part 1
2. Free Radicals, Part 2
3. Fear Itself, Part 1
4. Fear Itself, Part 2
5. The Commons, Part 1
6. The Commons, Part 2
7. Spring Outbreak, Part 1
8. Spring Outbreak, Part 2
9. New World Order, Part 1
10. New World Order, Part 2

## Ontvangst
Het eerste seizoen kreeg een score van 100% (6 recensies) op Rotten Tomatoes, met een gemiddelde score van 7,5/10. Ook het tweede seizoen scoorde 100% (5 recensies) op Rotton Tomatoes, met een gemiddelde score van 7,68/10.